# Zythos rooki
Zythos rooki là một loài bướm đêm trong họ Geometridae.